# 田原市立若戸小学校
田原市立若戸小学校（たはらしりつ わかとしょうがっこう）は、愛知県田原市若見町にある公立小学校。

## 概要
- 旧・渥美郡赤羽根町の小学校である。若見町、越戸町、池尻町が校区であり、公立中学校に進学する場合は田原市立赤羽根中学校へ進学する [1]。

## 沿革
若戸小学校HPでは、設立年は明治29年（1896年）12月となっている。これは若見尋常小学校と越戸尋常小学校を統合し、若戸尋常小学校となった年である。ここではそれ以前についても記述する。
- 1873年（明治6年）4月 - 渥美郡若見村に第10中学区第26番小学若見学校が開校。大道寺[注釈 1]を仮校舎とする。
- 1876年（明治9年） -
  - 渥美郡越戸村に越戸学校が開校する。
  - 第10中学区第26番小学若見学校が第10中学区第71番小学若見学校に改称する。普蔵院[注釈 2]を仮校舎とする。
- 1887年（明治20年）3月 - 越戸学校が若見学校を統合し、尋常小学越戸学校に改称する。若見分教場を設置する。
- 1889年（明治22年）10月1日 -  若見村と越戸村が合併し、若戸村が発足。
- 1893年（明治26年）3月 -
  - 尋常小学越戸学校が越戸尋常小学校に改称する。
  - 尋常小学越戸学校若見学校が独立し、若見尋常小学校となる。
- 1896年（明治29年）3月 - 越戸尋常小学校と若見尋常小学校を統合し、高等科を設置。若戸尋常高等小学校となる。統合校舎が未完成のため、旧・越戸尋常小学校と旧・若見尋常小学校の校舎で授業を行う。
- 1901年（明治34年）12月3日 - 現在地に統合校舎が完成し、移転する。
- 1907年（明治39年）7月16日 - 赤羽根村、高松村、若戸村が合併し、赤羽根村が発足。
- 1919年（大正8年）1月24日 - 農業補習学校を併設する。
- 1926年（大正15年） - 青年訓練所を併設する。
- 1941年（昭和16年）4月1日 - 若戸国民学校に改称する。
- 1947年（昭和22年）4月1日 - 赤羽根村立若戸小学校に改称する。
- 1958年（昭和33年）11月1日 - 赤羽根村が町制施行し、赤羽根町が発足。同時に赤羽根町立若戸小学校に改称する。
- 1964年（昭和39年）3月 - 新校舎が（鉄筋コンクリート造）が完成する。
- 2003年（平成15年）8月20日 - 田原町が赤羽根町を編入し市制施行。田原市が発足。同時に田原市立若戸小学校に改称する。

## 交通アクセス
- 豊鉄バス伊良湖支線「若戸」バス停より徒歩約3分。

豊橋鉄道渥美線三河田原駅より豊鉄バス伊良湖支線「保美」（赤羽根経由）行。

## 周辺施設
- 若戸市民館
- 赤羽根漁港
- 道の駅あかばねロコステーション